# 察布查尔病
察布查尔病是曾流行于新疆察布查尔的锡伯族人中的地方性疾病。1958年，该疾病被报道为一种肉毒杆菌中毒，并随后被消灭。

## 察布查尔病的发现
中華人民共和國建國后，新疆察布查尔锡伯族自治县出现了一种致死性的流行病。该疾病具有鲜明的流行病学特征，但病因未知。该疾病导致了患者死亡，有的当地居民甚至被迫外迁。
1958年，卫生部派出专家对察布查尔病进行调查。调查确认了察布查尔病是肉毒杆菌中毒。随后的实验室研究发现，从当地分离出的肉毒杆菌菌株主要为A型，部分为B型。专家们鉴定出肉毒杆菌的来源是当地的一种发酵食品“米送乎乎”。当地在推广了改良的发酵工艺后，消除了察布查尔病。